# Minuskuł 33
Minuskuł 33 (wedle numeracji Gregory–Aland), δ 48 (von Soden) – rękopis Nowego Testamentu pisany minuskułą na pergaminie w języku greckim z IX wieku. Zawiera marginalia (podział tekstu). Dawniej był znany jako Codex Colbertinus 2844. Reprezentuje aleksandryjską tradycję tekstualną, z naleciałościami tradycji bizantyńskiej. Od końca XVIII wieku cieszy się zainteresowaniem krytyków tekstu. Jest cytowany w krytycznych wydaniach greckiego tekstu Nowego Testamentu. Rękopis został zniszczony przez wilgoć i jest trudny do odczytania. Przechowywany jest w Paryżu.

## Opis rękopisu
Kodeks zawiera tekst Nowego Testamentu, z wyjątkiem Apokalipsy, na 143 pergaminowych kartach (37,5 cm na 24,8 cm), z kilkoma lukami (Ewangelia Marka 9,31–11,11; 13,11–14,60; Łukasz 21,38-23,26). Zawiera też nieco materiału z ksiąg proroczych Starego Testamentu. Kolejność ksiąg jest typowa dla greckich rękopisów NT: cztery Ewangelie, Dzieje Apostolskie, Listy powszechne i Listy Pawła (List do Hebrajczyków umieszczony przed 1. Listem do Tymoteusza).
Tekst rękopisu pisany jest jedną kolumną na stronę, 48–52 linijek w kolumnie. Według Scrivenera litery są okrągłe i piękne. Skryba zasadniczo stosuje akcenty, choć czasem pomija je. Litera eta przypomina literę „h”. Skryba popełnia błędy itacyzmu. Tregelles zauważył, że niemal każda karta kodeksu została uszkodzona przez wilgoć. Na skutek wilgoci karty skleiły się, a później po ich oddzieleniu znaczna część atramentu pozostała na przeciwległej stronie. Jest tak zwłaszcza w tekście Dziejów Apostolskich.
Tekst rękopisu dzielony jest według κεφαλαια (rozdziałów), których numery umieszczono na marginesie tekstu. W górnym marginesie zawiera τιτλοι (tytuły) owych rozdziałów. Ponadto przed każdą z ksiąg umieszczone zostały listy κεφαλαια (spis treści).
Zawiera Aparat Eutaliusza do Listów powszechnych i Listów Pawła oraz Prolegomenę do Listów powszechnych.

## Tekst

### Charakter tekstualny
Grecki tekst Ewangelii reprezentuje tekst aleksandryjski, z niewielką liczbą bizantyńskich naleciałości. Aland zaklasyfikował go do Kategorii II w Ewangeliach oraz do Kategorii I w pozostałych księgach. Według Claremont Profile Method jest słabym reprezentantem tekstu aleksandryjskiego w Łk 1. Metodą tą przebadano trzy rozdziały Ewangelii Łukasza (1; 10; 20). Według Metzgera jest doskonałym reprezentantem tekstu aleksandryjskiego, jakkolwiek ma nieco bizantyńskich naleciałości, zwłaszcza w Dziejach i Listach Pawła.
W Dziejach Apostolskich reprezentuje dwie tradycje tekstualne. Najpierw w rozdziałach 1–10 rękopis jest w 55% zgodny z Kodeksem Watykańskim, a w 78% z tekstem bizantyńskim, natomiast tekst rozdziałów 11-28 zgodny jest z Kodeksem Watykańskim w około 80%, a z tekstem bizantyńskim w około 60%. A więc w rozdziałach 1–10 jest przewaga elementu aleksandryjskiego, natomiast w rozdziałach 11–28 – przewaga elementu bizantyńskiego. Jest bliski dla minuskułu 2344, do tego stopnia, że oba rękopisy musiały mieć wspólnego przodka. W Liście do Rzymian przeważa element bizantyński, w pozostałych Listach Pawła – element aleksandryjski, przy niemal zupełnym braku elementu bizantyńskiego. W Listach powszechnych jest bliski dla Kodeksu Aleksandryjskiego i jest doskonałym reprezentantem tekstu aleksandryjskiego.

### Warianty tekstualne
Nie zawiera tekstu Pericope adulterae (Jan 7,53–8,11). Zawiera natomiast sporny tekst Mt 16,2b-3 (znaki czasu) jednak w nieco innym brzmieniu.
W Mt 8,13 zawiera dodatek (gr.) και υποστρεψας ο εκατονταρχος εις τον οικον αυτου εν αυτη τη ωρα ευρεν τον παιδα υγιαινοντα (a kiedy setnik wrócił do domu swego tej godziny, znalazł sługę zdrowego; por. Łk 7,10), dodatek ten zawierają również Sinaiticus, C, (N), Θ, (0250), f1, 1241), g1, syrh.
W Mt 16,12 zawiera unikalny wariant της ζυμης των Φαρισαιων (kwasu faryzeuszy). Zbliżony wariant ma Kodeks Synajski (chlebów faryzeuszy i saduceuszy).
W Mt 27,9 w zwrocie επληρωθη το ρηθεν δια Ιερεμιου του προφητου (wypełniło się słowo powiedziane przez Jeremiasz proroka) ominięte zostało słowo Ιερεμιου (Jeremiasza). Opuszczenie wspierane jest przez rękopisy: Codex Beratinus, minuskuł 157, 1579, starołacińskie Codex Vercellensis (a) i Codex Veronensis (b), ponadto przez syrs, syrp oraz copbo. Wariant wynika prawdopodobnie stąd, że w Księdze Jeremiasza nie znajdzie się tego „słowa”, lecz w Księdze Zachariasza.

## Historia
Scholz i Martin datowali rękopis na XI wiek, Gregory datował na IX lub X wiek. Obecnie datowany jest na wiek IX przez INTF. Miejsce powstania rękopisu, jak i jego wczesna historia rękopisu są nieznane. Na liście rękopisów Nowego Testamentu umieścił go Wettstein pod numerem 33. Griesbach dał mu numer 17. Obecnie figuruje pod numerem 33.
John Mill wykorzystał go w swoim wydaniu greckiego tekstu Nowego Testamentu (1709) – jako Colbertinus 8 – w którym wyliczył niektóre jego warianty. Wykaz wariantów sporządził dlań Larroque, który jednak nie był dokładny. Rękopis badali Griesbach, Birch, Scholz, Tregelles, Paulin Martin i wielu innych. Griesbach skolacjonował tekst Mt 1–18. Scholz sporządził wybiórczy wykaz wariantów rękopisu. Tregelles skolacjonował cały rękopis i ocenił, że spośród wszystkich rękopisów, których tekst miał okazję kolacjonować, ten był najtrudniejszy do odczytania.
J.G. Eichhorn (1752–1827) nazwał go „królową minuskułów”. Dzisiaj jednak „królowa” ma kilka rywalek (81, 892, 1175, 1739). Jest jednym z nielicznych minuskułów, którym Brooke Foss Westcott i Fenton John Anthony Hort poświęcili uwagę. Ich zdaniem rękopis przekazuje wiele przedbizantyjskich lekcji.
Rękopis został włączony do aparatu krytycznego przez Kurta Alanda w jego 25 wydaniu Novum Testamentum Graece (1963). Jest cytowany w naukowych wydaniach greckiego Novum Testamentum Nestle-Alanda (NA26, NA27). NA27 cytuje go jako świadka I rzędu.

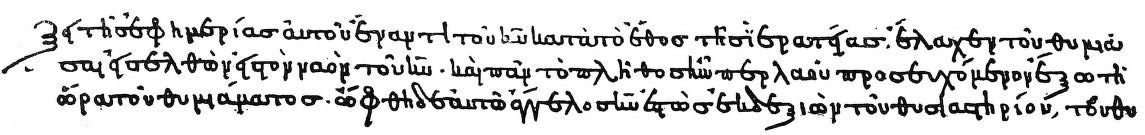
Tekst Łk 1,8-11 (facsimile Scrivenera)

Fotograficzne facsimile kodeksu opublikował Dean Burgon, którego fragment wykorzystał Scrivener w swoim „A Plain Introduction”. Kolejne facsimile opublikował William Hatch w 1951 i Alandowie w 1982.
Obecnie przechowywany jest we Francuskiej Bibliotece Narodowej w Paryżu, pod numerem katalogowym Gr. 14.